# Gateway-Nunatak
Der Gateway-Nunatak ist ein markanter Nunatak im ostantarktischen Viktorialand. Er ragt unweit des Kopfendes des Mackay-Gletschers und 15 km westlich des Mount Gran auf.
Die neuseeländische Nordgruppe der Commonwealth Trans-Antarctic Expedition (1955–1958) nahm 1957 eine geodätische Vermessung des Gipfels vor. Sie benannte den Nunatak so, weil der den Zugang (englisch: gateway) zu den oberhalb des Mackay-Gletschers gelegenen Scuppers-Eisfällen markiert.